# Paragymnopleurus maurus
Paragymnopleurus maurus là một loài bọ cánh cứng trong họ Bọ hung (Scarabaeidae).